# براندون فورتنبيري
براندون فورتنبيري (بالإنجليزية: Brandon Fortenberry)‏ مواليد 18 مايو 1990 في بيكايون، هو لاعب كرة سلة أمريكي. بدأ مسيرته الاحترافية في سنة 2013. يبلغ طوله 6 قدم 3 بوصة (1.9 م). لعب مع نادي إيجوكيا لكرة السلة في الدوري الأدرياتيكي.